# ويلي بيرسون جونيور
ويلي بيرسون جونيور (بالإنجليزية: Willie Pearson Jr.)‏ عالم اجتماع أمريكي درس وشجع مشاركة الأمريكيين الأفارقة والأقليات الأخرى، بالإضافة إلى النساء، في العلوم. نشر العديد من الكتب حول تجربة العلماء الأمريكيين الأفارقة مع الدكتوراه، بما في ذلك دراسات رئيسية عن الكيميائيين والمهندسين. لعب بيرسون دورًا رائدًا في العديد من الأنشطة وأدوار تطوير السياسات فيما يتعلق بمشاركة الأقليات والنساء في العلوم، بما في ذلك رئاسة لجنة تكافؤ الفرص في العلوم والهندسة، وهي لجنة مفوضة من الكونغرس في مؤسسة العلوم الوطنية. عمل في مجلس مستشاري الرئيس حول جامعات وكليات السود التاريخية.

## النشأة والتعليم
ولد ويلي بيرسون في روسك، تكساس في 29 يونيو عام 1945. بعد طلاق والديه، ترعرع هو وأخته الكبرى، فاسي كينغ، على يد والدتهما. التحق بمدرسة إميت جاي. سكوت الثانوية في تايلر، تكساس، وتابع للدراسة في كلية الفنون التاريخية الحرة لذوي البشرة السوداء، وهي كلية وايلي وتخرج بشهادة بكالوريوس في علم الاجتماع عام 1968. في عام 1971، حصل بيرسون على درجة الماجستير في علم الاجتماع من جامعة أتلانتا.
أجرى بيرسون في وقت لاحق أبحاث الدكتوراه في جامعة جنوب إلينوي في كاربونديل، وحصل على درجة الدكتوراه في عام 18/1980 وقدم أطروحة بعنوان ون إن أ هاندريد: أ ستادي أوف بلاك أميريكان ساينس دوكتوريتس. أجرى دراسات ما بعد الدكتوراه في خدمة الاختبار التربوي ومكتب تقييم التكنولوجيا التابع للكونغرس الأمريكي.

## المهنة
بعد حصوله على درجة الماجستير، عمل بيرسون لفترة وجيزة في وزارة الصحة والتعليم والرعاية وعمل لصالح الجيش الأمريكي في كانساس سيتي بولاية ميسوري. في عام 1972، تعين في كلية علم الاجتماع بجامعة ولاية غرمبلينغ في لويزيانا. في عام 1980، انضم بيرسون إلى جامعة ويك فورست في ولاية كارولاينا الشمالية.
في عام 2001، تعين أستاذًا ورئيس قسم التاريخ وعلم الاجتماع في معهد جورجيا التقني في أتلانتا. بعد فترة وجيزة، ترأس بيرسون الكونغرس الأمريكي الذي كلف بإنشاء لجنة تكافؤ الفرص في العلوم والهندسة، وهي لجنة مفوضة من الكونغرس في مؤسسة العلوم الوطنية تقدم تقارير كل سنتين إلى الكونغرس الأمريكي.
في عام 2010، عين الرئيس باراك أوباما بيرسون في مجلس مستشاريه المعاد إنشاؤه حول جامعات وكليات السود التاريخية. خدم أيضًا في اللجان والمجالس واللجان الاستشارية لمعاهد الصحة الوطنية، والجمعية الكيميائية الأمريكية، والمؤسسة الأمريكية لعلم الاجتماع، والأكاديميات الوطنية للعلوم والهندسة والطب.

## الأوسمة والجوائز
- زمالة الكونغرس، جائزة موريس كاي. أودال، مكتب تقييم التكنولوجيا في الولايات المتحدة (1988-1989).[10]
- جائزة كلية دونالد أو. سكونميكر لخدمة المجتمع (2000) لمساهماته في مجتمع الحرم الجامعي بجامعة ويك فورست.[11]
- محاضر متميز في سيجما كاي (مجتمع البحث العلمي) (2001-2002).[12]
- منتسب وطني للأكاديميات الوطنية للعلوم (2001).[13][2]

## كتب
- بلاك ساينتستس، وايت سوسايتي، أند كولرليس ساينس: أ ستادي أوف يونيفيرساليزم إن أميريكان ساينس (1985)[14]
- بلاكس، ساينس، أند أميريكان إديوكيشن (1989) (مع إتش. كينيث بيشتل)[15]
- هو ويل دو ساينس؟ إديوكيتينغ ذا نيكس جينيريشن (1994)[16]
- بيوند سمول نامبرز: فويسز أوف أفريكان أميريكان بي إتس دي كيميستس (2005)[17]
- تشينجينغ ذا فيس أوف إنجينيرينغ: ذا أفريكان أميريكان إكسبيرينس (2015) (حرره مع جون بروكس سلوتر ويو تاو)[18]
- أدفانسينغ وومين إن ساينس: أن إنترناشيونال بيرسبيكتيف (2015) (حرره مع ليزا فريهيل وكوني ماكنيلي)[19]